# Olympique Gymnaste Club de Nice Côte d'Azur 2000-2001
Questa voce raccoglie le informazioni riguardanti l'Olympique Gymnaste Club de Nice Côte d'Azur nelle competizioni ufficiali della stagione 2000-2001.

## Maglie e sponsor
Lo sponsor tecnico per la stagione 2000-2001 è Lotto, mentre come sponsor ufficiale viene utilizzato il sito internet della squadra.
| Manica sinistra · Manica sinistra · Maglietta · Maglietta · Manica destra · Manica destra · Pantaloncini · Calzettoni |

## Organigramma societario
Area direttiva
- Presidente: Silvio Rotunno
- Direttore generale: Federico Pastorello

Area tecnica
- Allenatore: Sandro Salvioni

## Rosa
| N. |                    | Ruolo | Calciatore           |
| -- | ------------------ | ----- | -------------------- |
| 16 | Francia (bandiera) | P     | Jérémie Breil        |
| 30 | Francia (bandiera) | P     | Hilaire Munoz        |
| 1  | Francia (bandiera) | P     | Jean-Daniel Padovani |
| 2  | Francia (bandiera) | P     | Bruno Valencony      |
| 4  | Francia (bandiera) | D     | Didier Angan         |
| 33 | Francia (bandiera) | D     | Grégory Bono         |
| 20 | Francia (bandiera) | D     | José Cobos           |
| 13 | Francia (bandiera) | D     | Éric Cubilier        |
| 26 | Francia (bandiera) | D     | Patrice Evra         |
| 2  | Italia (bandiera)  | D     | Giancarlo Filippini  |
| 17 | Francia (bandiera) | D     | Noé Pamarot          |
| 15 | Nigeria (bandiera) | D     | Jero Shakpoke        |
| 27 | Francia (bandiera) | D     | Cédric Varrault      |
| 18 | Italia (bandiera)  | D     | Matteo Verdi         |
| 10 | Francia (bandiera) | C     | Dominique Aulanier   |
| 19 | Francia (bandiera) | C     | Majid Ben Haddou     |
| 12 | Italia (bandiera)  | C     | Fabio Cinetti        |

| N. |                           | Ruolo | Calciatore         |
| -- | ------------------------- | ----- | ------------------ |
| 24 | Spagna (bandiera)         | C     | José De La Sagra   |
| 31 | Italia (bandiera)         | C     | Andrea Ghidini     |
| 33 | Costa d'Avorio (bandiera) | C     | Jean-Gabin Moubeke |
| 21 | Francia (bandiera)        | C     | Maxime Nanni       |
| 8  | Italia (bandiera)         | C     | Attilio Nicodemo   |
| 6  | Francia (bandiera)        | C     | Manuel Nogueira    |
| 22 | Argentina (bandiera)      | C     | Pablo Rodríguez    |
| 23 | Francia (bandiera)        | C     | Thibault Scotto    |
|    | Francia (bandiera)        | C     | Janick Tamazout    |
|    | Senegal (bandiera)        | A     | Alcaly Camara      |
| 9  | Francia (bandiera)        | A     | Laurent Gagnier    |
| 28 | Senegal (bandiera)        | A     | Amadou Mané        |
| 7  | Francia (bandiera)        | A     | Lionel Prat        |
| 11 | Argentina (bandiera)      | A     | Emiliano Romay     |
| 14 | Camerun (bandiera)        | A     | Alphonse Tchami    |
| 25 | Perù (bandiera)           | A     | Gustavo Vasallo    |